# 郡山ゴルフ倶楽部
郡山ゴルフ倶楽部（こおりやまゴルフくらぶ、KORIYAMA GOLF CLUB）は、福島県郡山市にあるゴルフ場である。

## 概要
1974年10月19日に開場。丘陵のコースとなっている。

## コース情報
- 面積
  - 90万m2[1]
- コース規模
  - 18ホールズ、6,569ヤード

## 所在地
- 福島県郡山市三穂田町山口字大窪12

## アクセス
- 車
  - 東北自動車道郡山南ICより約5分